# 阿部正功
阿部 正功（あべ まさこと）は、江戸時代後期の大名。明治期の華族。陸奥国棚倉藩の第2代（最後）の藩主。忠秋系阿部家17代。棚倉藩知事、従二位子爵。

## 経歴
江戸屋敷にて阿部正耆と女中の弦尾との間に誕生。幼名は光之助、基之助。
父の正耆が老齢になってから生まれた息子だったため、はじめは父の跡を継ぐことができず、分家から阿部正外が家督継承、ついでその子・正静に受け継がれた。しかし慶応4年（1868年）の戊辰戦争で正静が旧幕府側に与してしまったために強制隠居となり、同年12月14日に4万石減封の6万石で家督相続を許された。7歳で陸奥国棚倉藩最後の当主となった。
明治2年（1869年）6月の版籍奉還で藩知事となって棚倉に戻り、藩校・修道館に通学、明治4年（1871年）7月14日に廃藩置県で免官される。
1873年から慶應義塾に学び（『慶應義塾入社帳 第1巻』596頁）、1884年（明治17年）7月8日、子爵を叙爵し、麻布一帯の大地主や第十五銀行の大株主となった。1877年に箕作秋坪の英語塾「三叉学舎」に入塾するなど学問中心の生活を送る。1882年には地学協会、1890年には坪井正五郎の人類学会に入会、芝丸山古墳の発掘などに参加し、自邸に陳列館を作り収集した遺物を公開するなど、考古学研究に熱心だった。また、地学に興味をもった梨本宮守正王の学友に就任し、宮家に出仕もした。
1925年（大正14年）9月11日に死去。享年66。旧佐土原藩主・島津忠亮の三男を婿養子に迎え、阿部正寛として後を継がせた。墓所は東京都台東区蔵前の西福寺。法名は昭徳院殿円誉輝堂正功。
没後、昭和11年（1936年）に孫の阿部正友によって、正功の収集品が京都帝国大学（現京都大学）・学習院・東京文理科大学（現筑波大学）に寄贈された。

## 栄典
- 1925年（大正14年）1月31日 - 従二位[8]

## 家族
父母
- 阿部正耆（実父）
- 弦尾 ー 側室（実母）
- 阿部正静（養父）

妻
- 徳大寺照子 ー 徳大寺公純の娘

子女
- 阿部要子 ー 子爵阿部正寛夫人
- 阿部直子 ー 伯爵阿部正直夫人

養子
- 阿部正寛 ー 伯爵島津忠亮の三男